# Křížová cesta (České Budějovice)

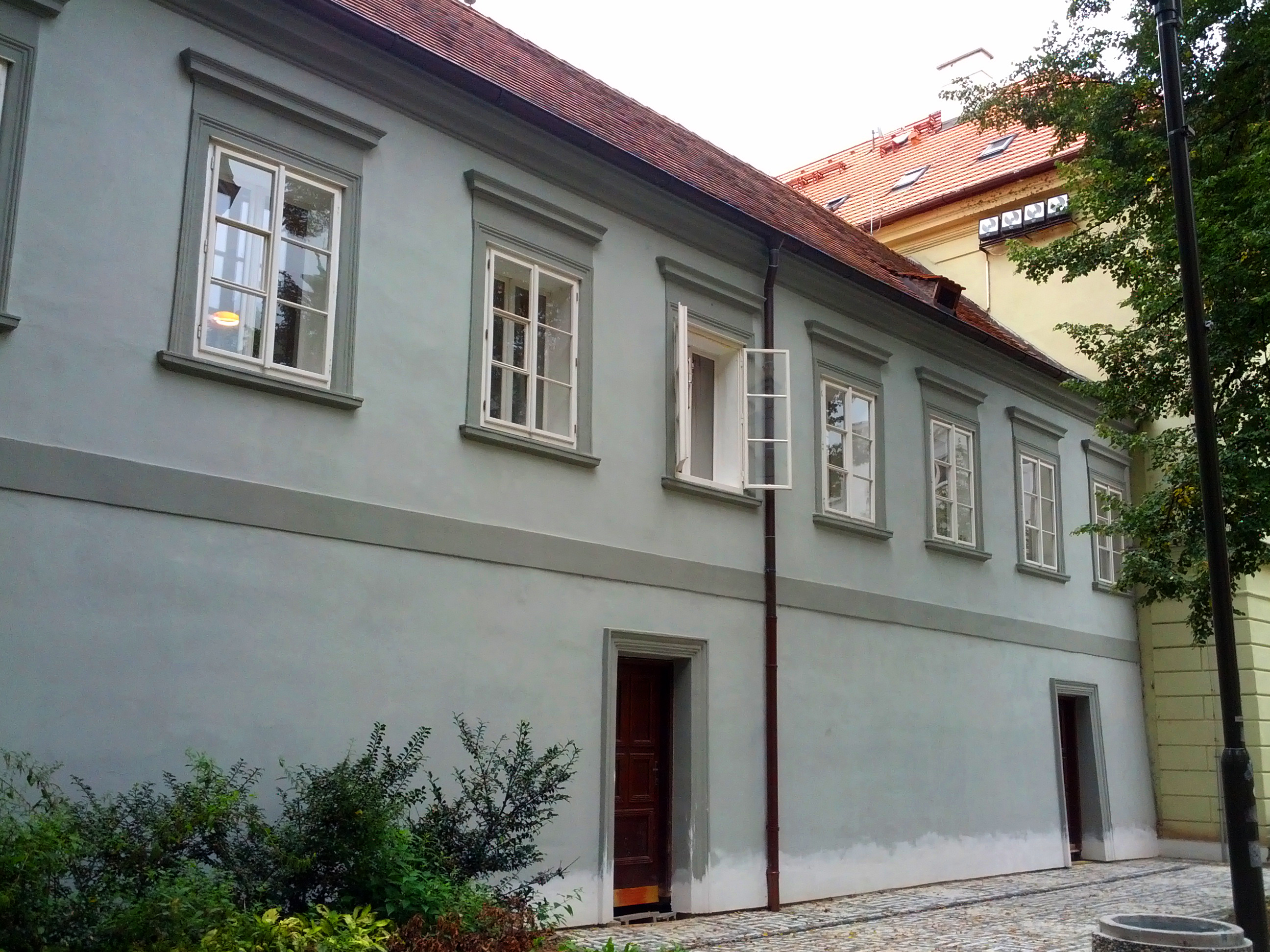
Jižní zeď Děkanství, na níž byla zřízena některá zastavení Křížové cesty.

Zaniklá křížová cesta v Českých Budějovicích se nacházela na někdejším hřbitově u katedrály svatého Mikuláše.

## Historie

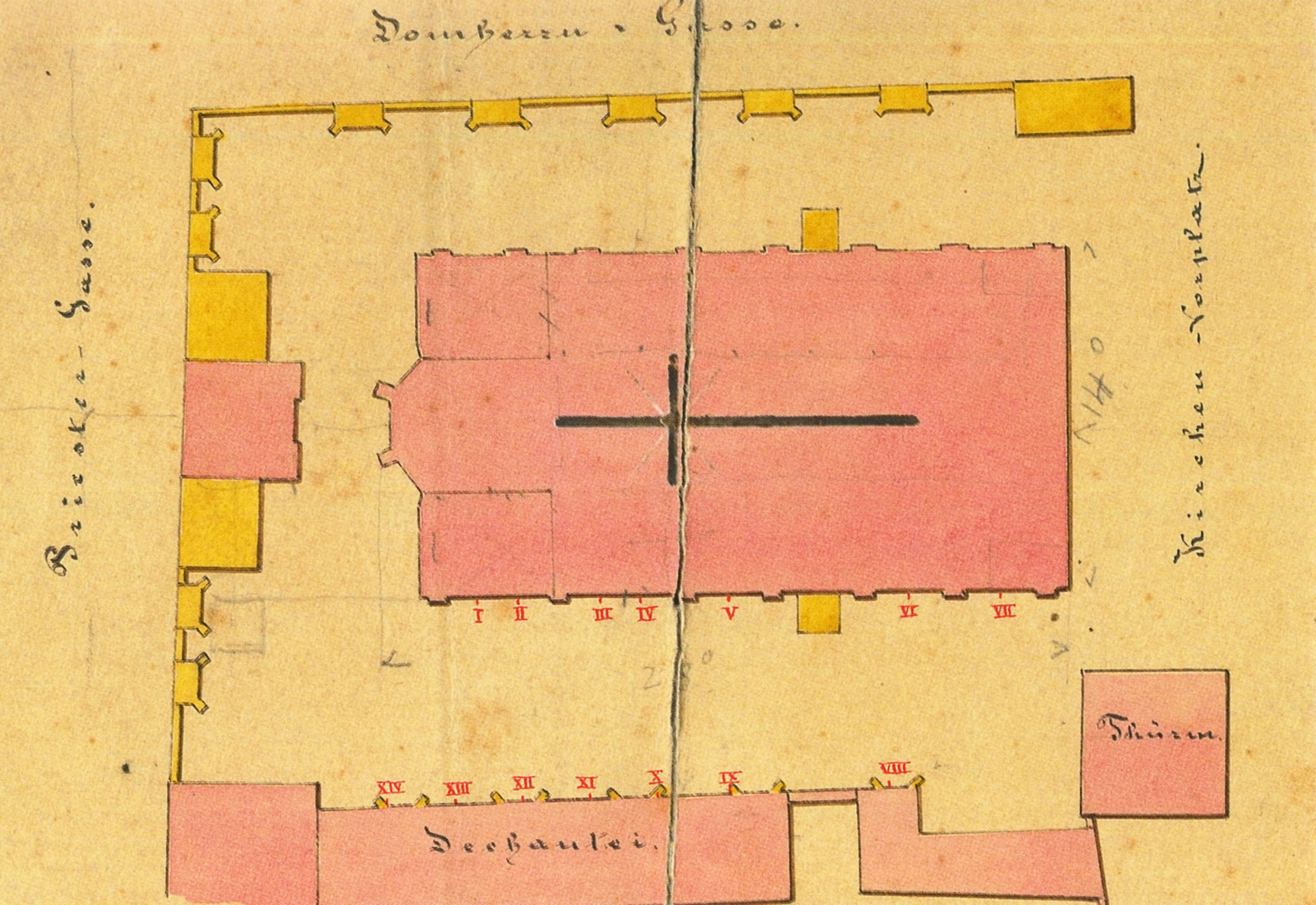
Plán starých (žlutě) a nových (červenými číslicemi) zastavení křížových cest z 18. a 19. století.

V areálu hřbitova mohly existovat tři křížové cesty. Existenci nejstarší známé nasvědčuje zmínka z roku 1678 o hoře Olivetské.

### Křížová cesta z 18. století
Další křížová cesta (barokní) o 14 zastaveních vznikala 40 let, 1727–1767. První tři zastavení (Propuštění, Poslední večeře, Kristus ve vězení) dodal Josef Dietrich, později snad i čtvrté. Pět dalších měl připravit kameník Josef Slapský z Kaplice, ale předal pravděpodobně pouze dvě. Zbývajících osm dodal Martin Brož. Malířskou výzdobu zajistil Václav Vavřinec Reiner. K dokončení a vysvěcení došlo v roce 1767. Cesta měla podobu kapliček (přiléhajícími ke hřbitovní zdi a děkanství) vybavených sochami (většinou nejspíš dřevěnými) a lemovala kostel. Zanikla 1871 se zrušením hřbitova.

### Křížová cesta z 19. století
Nová křížová cesta z roku 1872 měla podobu dvanácti nástěnných obrazů lemovaných štukovou výzdobou a dvojicí pilastrů. Rozkládala se pouze na protilehlých zdech katedrály a děkanství. Kapličky postavil Martin Kapoun, výjevy namaloval Bartoloměj Czurn. Některé biblické postavy dostaly podobu významných budějovických měšťanů, kteří pravděpodobně finančně přispěli. Slavnostní vysvěcení provedl 6. října 1872 františkán Jiří Nušl z Bechyně. Cesta zanikla po méně než 40 letech v roce 1911 (tj. při rekonstrukci katedrály). Dvojice sloupů je dochována v kapli z roku 1912 zřízené pro sochu Krista klesajícího pod křížem.